# 二十七酸
二十七酸是一种拥有27个碳原子的长链饱和脂肪酸，化学式为CH3(CH2)25COOH。它的英文名称——carboceric acid由“carbon”（碳）和κηρός（keros，意为蜂蜡或蜂窝）结合而来，因为这种酸出现于地蜡中。它存在于鼠尾草属和杜鵑花屬的一些植物中。